# جكراندة إكمانية
جكراندة إكمانية (الاسم العلمي:Jacaranda ekmanii) هي نوع من النباتات يتبع جنس الجكراندة من الفصيلة البنيونية.
سمي هذا النوع نسبةً إلى عالم النبات البريطاني أريك ليونارد إكمان.